# Eremosparton songoricum
Eremosparton songoricum är en ärtväxtart som först beskrevs av Dmitrij Litvinov, och fick sitt nu gällande namn av I.T. Vassilczenko. Eremosparton songoricum ingår i släktet Eremosparton och familjen ärtväxter. Inga underarter finns listade i Catalogue of Life.